# Amy Beach
Amy Marcy Cheney Beach (Nou Hampshire, 5 de setembre del 1867 - Nova York, 27 de desembre del 1944) va ser una pianista i compositora estatunidenca, també coneguda com Mrs. H. H. A. Beach. Va ser la primera dona estatunidenca exitosa en l'àmbit de la música. Com a pianista, va ser aplaudida per concerts que va fer tant als Estats Units com a Europa. Va compondre nombroses obres d'estil postbrahmsià comparables al de Chadwick o al de Foote.
Les seves obres continuen interpretant-se avui en dia, i The Canticle of the Sun (1928) està encara present en el repertori eclesiàstic.

## Biografia

### Nena prodigi
Amy Beach va néixer el 5 de setembre de 1867 en una família de classe mitjana distingida a Nou Hampshire. Els seus pares, Charles i Clara Cheney, van reconèixer el gran talent de la seva filla i li van donar una educació musical formal.

Musicalment precoç, cantava parts d'harmonia improvisades a l'edat de dos anys, componia amb quatre, i començava estudis de piano amb la seva mare, Clara Imogene Marcy Cheney, pianista i cantant reconeguda, a l'edat de sis; va fer els primers recitals públics des dels set, amb obres de Händel, Beethoven, Chopin i peces pròpies. 

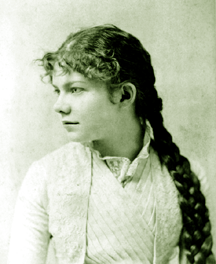

### Trasllat a Boston i principi de carrera
El 1875 la família Cheney es trasllada a Boston, on Amy estudia piano amb Ernst Perabo i Karl Baermann, que havia estat alumne de Franz Liszt. També rep classes d'harmonia, contrapunt i composició amb Junius W. Hill entre l'any 1881 i 1882. Si no tenim en compte aquestes classes, Amy va ser autodidacta.
El 1883 fa un concert on debuta al Music Hall de Boston amb 16 anys. Va tocar, entre d'altres, el concert de Muscheles núm. 2 en sol menor, dirigida per Adolph Neuendorff i va rebre crítiques molt bones. El 1885 va tocar amb la Simfònica de Boston.

### Casament i carrera compositiva
El 1885 es casa amb Henry Beach, un doctor socialment prominent, 24 anys més gran que ella, físic i professor a Harvard, i afeccionat musical, així com cantant amateur. Ell va encoratjar la seva dona a concentrar-se en la composició per sobre de la interpretació d'obres de compositors ja famosos que, d'altra banda, eren tots homes. Així, d'acord amb els seus desigs, limita les seves aparicions públiques i es concentra en la composició fins després de la seva mort el 1910. Henry no aprovava que la seva dona estudiés composició amb un professor, així que es va convertir en autodidacta, llegint sempre que podia tractats i llibres sobre composició, orquestració i teoria musical.
Entre 1885 i el 1910 va escriure grans obres, que en el moment eren considerades “masculines”, com per exemple la Missa en mi bemoll, la Simfonia, Op. 32, i el Concert per a piano Op. 45. Totes aquestes obres van ser tocades per les orquestres més importants de Boston i Nova York.
La mort del seu marit el juny del 1910 i la de la seva mare set mesos després van significar el final del període més creatiu de la seva carrera. Ella va explicar més tard en una entrevista: 
| « | Després de la mort del meu marit i de la meva mare, un cop seguint l'altre tan aviat, em semblava que no podia treballar, com a mínim en públic. Fins i tot en privat, sentir la música que havia adorat em va fer mal al cor durant un temps. | » |

### Viudetat, anys a Europa i retorn a Amèrica
Després de la mort del seu marit i la seva mare, el 1911 Amy viatja a Europa intentant recuperar-se. Allà és rebuda com a pianista virtuosa i interpreta les seves obres amb l'aclamació de públic i crítica sobretot a Alemanya (Dresden, Múnic, Breslau, Leipzig, Hamburg), però també arreu del continent.
El 1914 retorna als Estats Units, poc després de l'esclat de la Primera Guerra Mundial. Allà, gràcies a la seva exitosa gira per Europa, el seu prestigi havia crescut i arriba amb una gira programada l'any següent pels Estats Units. Es va instal·lar a Nova York, on vivia quan no era de gira i després que morís la seva cosina Ethel el 1918, de qui ella havia tingut cura durant la seva malaltia terminal. Durant molts anys, viatjava a l'hivern i componia a l'estiu, a vegades instal·lada o bé a Centerville, Massachusetts o, a partir del 1921, també a la Colònia MacDowell a Peterborough (Nou Hampshire).
Per la seva contribució a la música americana, Beach va rebre molts tributs i honors de part de clubs musicals i societats, i el 1928 va rebre un Màster d'Arts honorari de la Universitat de Nou Hampshire.
Es va veure obligada a deixar la carrera com a concertista a final de la dècada de 1930 per la seva precària salut, però va continuar component fins al 1944, quan va morir a Nova York a l'edat de setanta-set anys.

## Obra i estil
Amy és considerada, juntament amb compositors com Arthur Foote, John Knowles Paine, Edward Mac Dowell George Whitefield Chadwick i Horatio Parker, del grup de Second New England School Composers, un grup que és vist pels musicòlegs com a pivot en el desenvolupament d'un idioma musical clàssic americà que va a part del dels seus ancestres europeus.
Les seves obres són compostes en gèneres diversos, incloent-hi la missa, la simfonia, el concert de piano i obres també per a conjunts de cambra, piano sol, cor mixt, i solo. Trenta obres per al cor de dones, incloent-hi unes quantes cantates, són escrites en un llenguatge romàntic, sempre en concordança intel·ligent amb el text.

### Nacionalisme,SimfoniaGaelique Op 32
Com a romàntica en la seva percepció musical, va viure la idea del nacionalisme europeu i el repte de portar aquesta nova mirada ideològica a l'art i la música.
El compositor txec Antonín Dvořák (1841-1904) la va influenciar poderosament, especialment amb la seva Novena Simfonia (la Simfonia del Nou Món), que a Amèrica va causar gran ressò. Amy volia crear un estil americà nacional, com es veu plasmat en la seva simfonia Gaelique Op. 32, escrita entre el 1894 i el 1896. En aquesta obra, Amy introdueix quatre temes populars irlandesos, ret homenatge als seus avantpassats vinguts de les Illes Britàniques. En escollir aquests temes, Beach va aprofitar una rica herència que havia format part del corrent principal americà durant com a mínim un segle, i que cap a la dècada del 1890 va ser assimilat com a música popular.

Així, aquesta composició on es fonen música folk i tradicional és la primera simfonia escrita per una dona a Amèrica. En aquesta obra, Amy no sols fa front a la seva professionalitat, ja que les simfonies eren un gènere considerat “masculí”, sinó que també encunya una nova veu americana que està constituïda de multitud de cultures i, per tant, crea una xarxa musical en què el passat, present i futur són integrats.

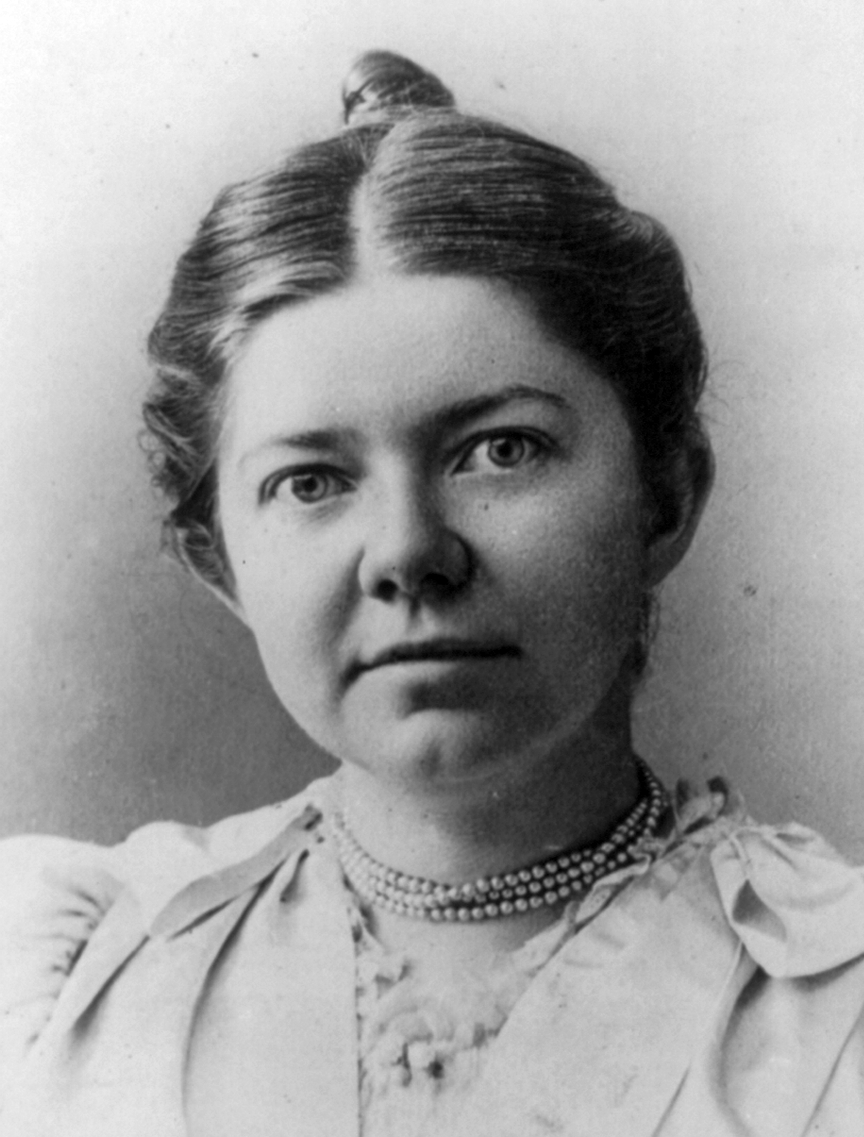
Amy Beach

## Dona i artista
La seva Missa en mi menor (1892) i la Simfonia Gaelique Op. 32 (1896) van suposar un punt d'inflexió en la percepció de les dones com a compositores en general i també van marcar un canvi en la visió de la seva música en particular. Aquestes dues obres van fer veure sense cap dubte les seves habilitats professionals i a partir d'aquell moment va ser considerada al mateix nivell que els compositors masculins. De fet, el caràcter "masculí" del primer moviment de la simfonia va ser criticat al Musical Courier per la seva "falsa virilitat", tot i que també admetien que el segon moviment era apropiadament femení.
Per als sufragistes de la seva època, aquestes obres eren la resposta definitiva a les acusacions que es feien referents a les limitacions artístiques de les dones, que eren vistes com a imitadores però incapaces de crear realment. Les acusaven dient que a les seves obres (i a elles mateixes) els faltava profunditat i eren la causa de la caiguda de l'art.
La mateixa Amy va esdevenir la “veu de les noves dones artistes”, tant amb les seves composicions musicals com amb els seus discursos, escrits i pronunciaments, sobre l'estatus de l'art de les dones. Així, va obrir la porta cap a la professionalització en una època en què la creativitat en les dones era vista com a limitada.

## Partitures i interpretacions
- (anglès) Llista de composicions d'Amy Beach a l'IMSLP.
- Amy Beach - Summer Dreams Op.47 (1901) a youtube.
- Amy Beach - Symphony in E-minor, Op.32 Gaelic a youtube.